# (13067) 1991 PA15
(13067) 1991 PA15 est un astéroïde de la ceinture principale d'astéroïdes découvert en 1991.

## Description
(13067) 1991 PA15 a été découvert le 6 août 1991 à l'observatoire Palomar, situé au nord de San Diego en Californie, par Henry E. Holt.

### Caractéristiques orbitales
L'orbite de cet astéroïde est caractérisée par un demi-grand axe de 2,34 UA, un périhélie de 1,95 UA, une excentricité de 0,17 et une inclinaison de 5,16° par rapport à l'écliptique. Du fait de ces caractéristiques, à savoir un demi-grand axe compris entre 2 et 3,2 UA et un périhélie supérieur à 1,666 UA, il est classé, selon la JPL Small-Body Database, comme objet de la ceinture principale d'astéroïdes.

### Caractéristiques physiques
(13067) 1991 PA15 a une magnitude absolue (H) de 15,1 et un albédo estimé à 0,034.